# Slaven-Ball-Quadrille
Slaven-Ball-Quadrille, op. 88, är en kadrilj av Johann Strauss den yngre. Den spelades första gången den 17 februari 1851 i Wien.

## Historia
Av alla minoritetsfolk som fanns i Wien under första hälften av 1800-talet hade kanske ingen mer betydelse för Johann Strauss än de slaviska folken. Han inte bara hade en viss förkärlek för infödd slavisk musik, utan han visade sin avsevärda förståelse för den genom att använda flera av dess melodier i sina kompositioner. För sin del höll företrädarna för de slaviska folken den begåvade musikern högt och engagerade honom för många av sina nationella evenemang. Det var därför helt naturligt att de vände sig till Strauss och hans orkester för att tillhandahålla den musikaliska underhållningen för en "Slavisk bal" som anordnades den 17 februari 1851 i Sofiensaal. Strauss skrev snabbt ihop en kadrilj utifrån en repertoar av slaviska sånger och danser, som var kända i Wien. I dess tredje del använde han ett motiv från sin tidigare Slaven-Potpourri (op. 39).

## Om kadriljen
Speltiden är ca 5 minuter och 50 sekunder plus minus några sekunder beroende på dirigentens musikaliska tolkning.

## Weblänkar
- Dynastin Strauss 1851 med kommentarer om Slaven-Ball-Quadrille.
- Slaven-Ball-Quadrille i Naxos-utgåvan.